# Xu Jing
Xu Jing (Xantum, 6 de setembro de 1990) é uma arqueira chinesa.

## Olimpíadas
Competiu nos Jogos Olímpicos de Verão de 2012 e obteve uma medalha de prata por equipes, chegando ao 17º lugar no individual.